# James FitzGerald (8e comte de Desmond)
Pour les articles homonymes, voir James FitzGerald.
James FitzGerald (né vers 1449, assassiné le 7 décembre 1487 est le 8e comte de Desmond de 1468 à sa mort.

## Biographie
James fitz Thomas FitzGerald est le fils aîné de Thomas FiztGerald. Il succède à son père après l'exécution de ce dernier et il est proclamé comte à Cork en 1469. Il conclut un accord avec le roi Edouard IV d'Angleterre qui l'amnistie des actes qu'il aurait pu commettre pour venger la mort de son père lui offre un collier d'or et lui promet de lui trouver une épouse en Angleterre s'il abandonne ses habits et coutumes irlandais. Il mène ensuite une politique d'accroissement de ses domaines particulièrement au détriment des irlandais.  
Le nouveau roi Richard III d'Angleterre cherche à l'attacher à sa cause et lui offre une importante garde robe composée: d'un grand tissu bordé de satin ou de damas, trois pourpoints trois paires de pantalons un écarlate l'autre violet et le dernier noir, trois bonnet deux chapeaux et deux étoles de velour. Le comte n'en continue pas moins de porter ses vêtements irlandais et de cultiver ses alliances locales. James fitz Thomas, partisan le la maison d'York est tué à Rathkeale (en)  le 7 décembre 1487 par un certain John Murtagh, qui est mis à mort et James est inhumé à Youghal. Toutefois selon les Annales des quatre maîtres l’instigateur du meurtre est son ferère puîné John FitzGerald qui est banni par leur cadet Maurice Bacach  qui devient le 9e comte de Desmond . James avait épousé Margaret Ó Briain fille de Tagdh an Chomhaid Ó Briain prince de Thomond

## Sources
- (en) T.W Moody, F.X. Martin et F.J. Byrne, A New History of Ireland IX Maps, Genealogies, Lists. A companion to Irish History part II, Oxford, Oxford University Press, 2011, 690 p. (ISBN 978-0-19-959306-4).
- (en) Clare Downham, Medieval Ireland, Cambridge, Cambridge University Press, 2018 (ISBN 9781906716066)
- (en) Art Cosgrove (dir.), New History of Irland,Volume II ‘’Medieval Ireland 1169-1534’’, Oxford, Oxford University Press, 2008 (ISBN 978019 9539703).